# Затов
Затов (нем. Satow) — община в Германии, в земле Мекленбург-Передняя Померания.
Входит в состав района Бад-Доберан.  Население составляет 5601 человек (на 31 декабря 2010 года). Занимает площадь 119,51 км².